# ISO 3166-2:AE
Die Liste der ISO-3166-2-Codes für den Staat Vereinigte Arabische Emirate enthält die Codes für die sieben Emirate (imāra) des Landes.

Die Codes bestehen aus zwei Teilen, die durch einen Bindestrich voneinander getrennt sind. Der erste Teil gibt den Landescode gemäß ISO 3166-1 (für den Staat Vereinigte Arabische Emirate AE), der zweite den Code für das Emirat wieder.
Die aktuellen Codes stehen auf der Seite der ISO unter #iso:code:3166:AE zur Verfügung.

Im Falle der Vereinigten arabischen Emirate (VAE) handelt es sich dabei um je zwei Buchstaben. Seit 1998, als die Geocodes international von der ISO bekannt gegeben wurden, sind diese bis auf zwei kleine Ausnahmen in den romanisierten Versionen der arabischen Namen unverändert: Bei Ra’s al-Chaima (arabisch-romanisiert: Ra’s al Khaymah) hatte man den Apostroph vergessen und nachträglich im zweiten ISO-Newsletter vom 21. Mai 2002 korrigiert. Bei Abu Dhabi (arabisch-romanisiert: Abū Ẓaby) wurde mit dem dritten Newsletter vom 20. August desselben Jahres das Z gegen Ẓ eingetauscht.

Vereinigte Arabische Emirate

| Emirat                                      | Code  |
| ------------------------------------------- | ----- |
| Abu Dhabi (أبو ظبي, Abū Ẓaby)               | AE-AZ |
| Adschman (عجمان, ʿAǧmān)                    | AE-AJ |
| Dubai (دبي, Dubayy)                         | AE-DU |
| Fudschaira (الفجيرة, al-Fuǧaira)            | AE-FU |
| Ra’s al-Chaima (رأس الخيمة, Raʾs al-Ḫaima)  | AE-RK |
| Schardscha (الشارقة, aš-Šāriqa)             | AE-SH |
| Umm al-Qaiwain (أم القيوين, Umm al-Qaiwain) | AE-UQ |